# Kinda
Il regno dei Kinda (in arabo كندة‎?) fu una monarchia vassalla che ebbe come centro capitale Qarya dhat Kahl (oggi  Qaryat al-Faw), nell'Arabia centrale. I Kinda governarono la fascia settentrionale della Penisola araba per conto dell'impero himyarita yemenita. 

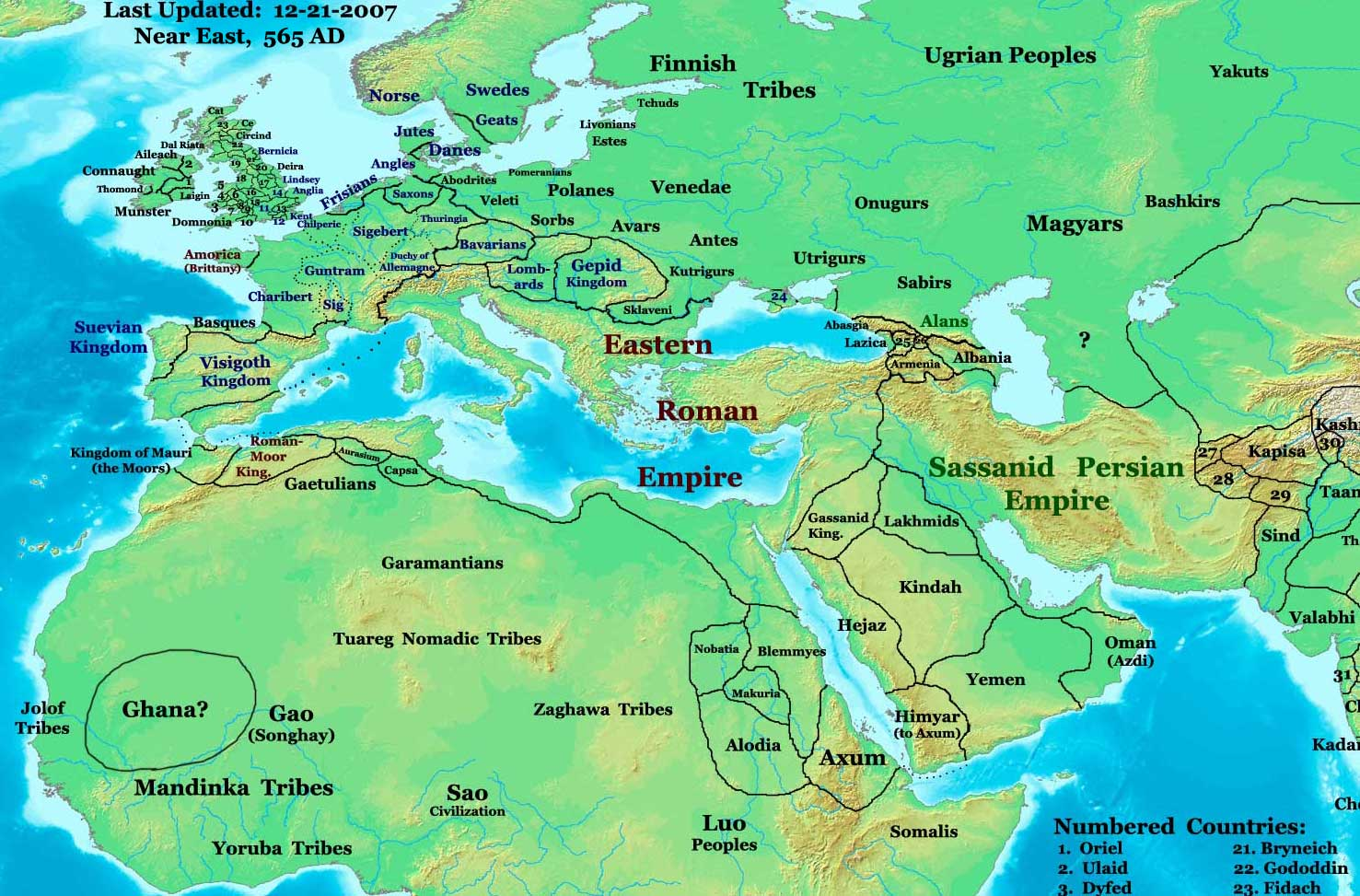
Il Vicino Oriente nel 565, con l'indicazione dei Kinda e delle sue dipendenze

## Origine
La tribù dei Kinda fu una branca kahlanide che faceva parte del regno sabeo di Ma'rib (Yemen centrale) ai primi del III secolo. Essa svolse un ruolo significativo nella guerra sabeo/hadramita. Con la vittoria sabea, una branca dei Kinda si insediò nell'Hadramawt e la maggioranza dei Kinda tornò nei propri territori a est di Ma'rib.

## Emigrazione fuori dello Yemen
Dopo il collasso della diga di Ma'rib e l'annessione finale dei neo-Sabei da parte himyarita, i Kinda si diressero alla volta dell'antico Bahrain ma furono espulsi dalla tribù adnanita degli 'Abd al-Qays. I Kinda tornarono allora in Hadramawt, lasciando tuttavia una loro branca nell'attuale Jabal Shammar, nel Najd.

## Ritorno in Hadramawt
Quando i Kinda tornarono in Yemen nel IV secolo, gli Himyariti erano all'acme della loro potenza, avendo annesso l'Hadramawt, loro ultimo rivale sud-arabico. I Kinda ebbero storici feudi fra le tribù hadramite del Wadi meridionale, cosicché essi furono insediati nell'Hadramawt settentrionale e ad essi fu riconosciuta dagli Himyariti autorità sull'Hadramawt.

Sotto questo profilo alcuni storici arabi considerano i Kinda come appartenenti alla federazione tribale himyarita.

### Sceicchi kinditi in Hadramawt (325-425)
- Mālīkūm
- Murṭī ibn Muʿāwiya
- Muʿāwiya ibn Thawr
- ʿAmr ibn Muʿāwiya
- Muʿāwiya ibn Rabīʿa

## Espansione in Arabia settentrionale
Nel V secolo, le tribù adnanite del settentrione cominciarono a costituire una seria minaccia per il commercio carovaniero tra Yemen e Siria. Gli Himyariti decisero allora di erigere uno Stato vassallo che controllasse l'Arabia centrale e settentrionale. I Kinda si rafforzarono e si moltiplicarono per assumere tale ruolo, tanto che nel 425 il sovrano ( tubbaʾ ) himyarita Hasan ibn ʿAmr ibn Tubbaʾ nominò Hujr Akil al-Murar ibn ʿAmr primo re dei Kinda.

### Sovrani kinditi che governarono il Najd tra il 425 e il 528
- Ḥujr Akil al-Murār ibn ʿAmr 425-458
- ʿAmr al-Manṣūr ibn Hujr 458-489
- al-Ḥārith Ṭalabān ibn ʿAmr 489-528

## Guerra coi Lakhmidi
In quell'epoca, i Ghassanidi, i Lakhmidi e i Kinda erano tutti reami vassalli kahlanidi qaḥṭānidi nominati dai Bizantini, dai Persiani e dagli Himyariti per proteggere le loro frontiere e i loro interessi dalle incursioni delle minacciose tribù arabe adnanite. I Kinda ebbero il maggior successo nel pacificare le tribù adnanite dell'Arabia centrale, grazie a una serie di alleanze e si organizzarono per muovere guerra ai Lakhmidi.

## Caduta di Himyar
Nel 525, gli Aksumiti invasero Himyar e il potere dei Kinda declinò gradualmente. Nel giro di 3 anni il regno dei Kinda si sbriciolò in una serie di piccoli "reami" che furono conseguentemente distrutti tra il 530 e il 540 in una serie di sommovimenti di tribù adnanite contro i re dei Kinda.

## Imru l-Qays
Il più famoso fra i Kinda fu Imru l-Qays che era non solo figlio di uno degli ultimi sovrani kinditi e che provò senza successo a risuscitare il regno paterno, ma anche il più eminente poeta arabo preislamico. Nel 540 i Lakhmidi distrussero ogni insediamento dei Kinda nel Najd, forzandoli a tornare in Hadramawt. Con gli Aksumiti abissini insediati nello Yemen occidentale, i Kinda e la maggior parte delle tribù arabe s'allearono allora proprio con i Lakhmidi arabi.

## Conversione all'Ebraismo
La conversione del sovrano himyarita Dhu Nuwas all'Ebraismo nell'ultima parte del V secolo, comportò la conversione dei Kinda al Giudaismo. Tuttavia l'assunzione del potere in Yemen da parte dei cristiani Aksumiti nel 525 sembra aver indebolito il Giudaismo kindita in modo marcato.
L'evento determinante della loro caduta fu costituito dall'acceso scontro coi Lakhmidi.

al-Ḥārith ibn ʿAmr invase infatti la Mesopotamia lakhmide e conquistò la capitale di al-Ḥīra, in cui regnava il re al-Mundhir III. Verso il  529, il sovrano lakhmide si prese la sua rivincita e riuscì a uccidere al-Ḥārith e una cinquantina di appartenenti alla casa reale.

La confederazione dei Kinda finì allora.

## Tribù discendenti dai Kinda
Oggi molti Kinditi vivono in Yemen, Arabia Saudita, Indonesia, India, Malaysia e Singapore.
Tra essi si annoverano i seguenti gruppi: Banū Tagib Bā Hbnan, B. Sakūn, Ibn Marta'a, al-Mahthuth, al-ʿAfīf, al-Fakhr, Bā al-Munādhira, al-Saʿīd, al-Sadaf, al-Mahdī, Bā Rāʾs, Bā Baqi, Bā Sawadan, Ibn Dighar, Dar, al-Makhāshin, Bā Jamal, Bā Kathir, Bā Hafin, Bā Junaid Ibn Hamid, Bā Qays, Bā Karman, Bā Sabit Minkhub, Bā Bahier, Bā Yomin, Bā matraf; al-Ilyās e anche Bin Mahfūz che oggigiorno è considerata una delle più grandi tribù kindite.